# Diecezja Ogoja
Diecezja Ogoja – diecezja rzymskokatolicka  w Nigerii. Powstała w 1938 jako prefektura apostolska. Diecezja od 1955.

## Biskupi diecezjalni
- Prefekci apostolscy Ogoja
  - Bishop Thomas McGettrick, S.P.S. (1939 – 1955)
- Biskupi Ogoja
  - Bp Thomas McGettrick, S.P.S. (1955 – 1973)
  - Bp Joseph Edra Ukpo (1973 – 2003)
  - Bp John Ebebe Ayah (2006 – 2014)
  - Bp Donatus Akpan (od 2017)